# 新輝合成
新輝合成株式会社（しんきごうせい）は、東京都品川区に本社を置くプラスチック家庭用品メーカーである。

## 沿革
- 1945年（昭和20年）- 配線器具の製造販売を目的として、東京都品川区荏原に新輝合成樹脂工芸社を創業。
- 1958年（昭和33年）- 東京都品川区小山に新輝合成株式会社設立。
- 1959年（昭和34年）- 埼玉県行田市長野に行田工場を新設。
- 1961年（昭和36年）- 埼玉県行田市若小玉に若小玉工場を新設。
- 1970年（昭和45年）- 東京都品川区西五反田に移転。
- 1973年（昭和48年）- 福岡県糟屋郡久山町に福岡工場を新設。
- 1975年（昭和50年）- 滋賀県八日市市（現・東近江市）下二俣町に滋賀工場を新設。
- 1991年（平成3年）- 株式を日本証券業協会に店頭登録。
- 2000年（平成12年）- 株式会社トンボと合併。
- 2004年（平成16年）- 日本証券業協会への店頭登録を取り消し、ジャスダック証券取引所に株式を上場。
- 2009年（平成21年）- MBOによりジャスダック証券取引所上場廃止。
- 2013年（平成25年）- 社名を株式会社TONBOホールディングスに社名変更し、純粋持株会社に移行。新たに、会社分割により新輝合成株式会社を設立し、合成樹脂成型品の製造販売事業を継承した[2]。

## 拠点一覧
- 本社・東京営業所 - 東京都品川区西五反田2-14-10[1]
- 東北・北海道営業所 - 宮城県仙台市泉区泉中央2-10-1セントレアカマI102号[1]
- 埼玉工場 - 埼玉県行田市若小玉2590[1]
- 滋賀工場・関西営業所 - 滋賀県東近江市下二俣町598[1]
- 福岡工場・九州営業所 - 福岡県糟屋郡久山町山田2396[1]